# Hans Sundermann
Hans Sundermann (1924-2002) fue un botánico alemán, que se especializó en la familia de las orquídeas.

## Algunas publicaciones
- 1970. Europäische und mediterrane Orchideen, eine Bestimmungsflora mit Berücksichtigung der Ökologie. Ed. Brücke Verlag. 224 pp.

- Orchideen-Mappe 1976: Aquarelle]. Colección de documentos. Con Claus Caspari. Ed. Brücke-Verlag Kurt Schmerson

- 1975. Europäische und mediterrane Orchideen, eine Bestimmungsflora mit Berücksichtigung d. Ökologie. Ed. Brücke-Verlag Schmersow. 243 pp. ISBN 3-87105-010-5

- Sundermann, H; W Haber. 1964. Jahresberichte des Naturwissenschaftlichen Vereins in Wuppertal - Heft 19 : Probleme der Orchideengattung Ophrys. Ed. Naturwissenschaftl. Verein. 72 pp.

- 1954. Über die Möglichkeiten eines Biotropismus luftelektrischer Erscheinungen (Acerca de las posibilidades de fenómenos de biotropismo de electricidad atmosférica). 25 pp.
- La abreviatura «H.Sund.» se emplea para indicar a Hans Sundermann como autoridad en la descripción y clasificación científica de los vegetales.[1]